# 川麸杨
川麸杨（学名：Rhus wilsonii）是漆树科盐肤木属的植物，是中国的特有植物。分布在中国大陆的云南、四川等地，生长于海拔350米至2,300米的地区，常生长在石灰山灌丛中，目前尚未由人工引种栽培。

## 种下等级
- Rhus wilsonii Hemsl. var. glabra Y. T. Wu